# Buddi
Buddi is een bestuurslaag in het regentschap Sumenep van de provincie Oost-Java, Indonesië. Buddi telt 1917 inwoners (volkstelling 2010).